# Just Ear-rings
| Recensione       | Giudizio   |
| ---------------- | ---------- |
| AllMusic         | [ 2 ]      |
| Sputnikmusic     | 3.0 (Good) |
| Progarchives.com | [ 4 ]      |

Just Ear-rings è il primo album discografico del gruppo musicale rock olandese Golden Earring, pubblicato dalla casa discografica Polydor Records nel novembre del 1965.
Il brano contenuto nell'album, Please Go, raggiunse l'ottava posizione della classifica Dutch Charts riservata ai singoli.

## Tracce
Lato A
1. Nobody But You – 2:18 (Marinus Gerritsen, George Kooymans)
2. I Hate Saying These Words – 2:17 (Marinus Gerritsen, George Kooymans)
3. She May Be – 1:47 (George Kooymans)
4. Holy Witness – 2:47 (George Kooymans)
5. No Need to Worry – 2:04 (Marinus Gerritsen)
6. Please Go – 2:56 (Marinus Gerritsen, George Kooymans)

Lato B
1. Sticks and Stones – 1:41 (Titus Turner)
2. I Am a Fool – 2:06 (Marinus Gerritsen)
3. Don't Stay Away – 2:10 (Marinus Gerritsen, George Kooymans)
4. Lonely Everyday – 1:42 (Marinus Gerritsen, George Kooymans)
5. When People Talk – 2:47 (Marinus Gerritsen, George Kooymans)
6. Now I Have – 1:38 (George Kooymans)

Edizione CD del 2002, pubblicato dalla Rotation Recordsa (064 442-2)
1. Nobody But You – 2:18 (Marinus Gerritsen, George Kooymans)
2. I Hate Saying These Words – 2:17 (Marinus Gerritsen, George Kooymans)
3. She May Be – 1:47 (George Kooymans)
4. Holy Witness – 2:47 (George Kooymans)
5. No Need to Worry – 2:04 (Marinus Gerritsen)
6. Please Go – 2:56 (Marinus Gerritsen, George Kooymans)
7. Sticks and Stones – 1:41 (Titus Turner)
8. I Am a Fool – 2:06 (Marinus Gerritsen)
9. Don't Stay Away – 2:10 (Marinus Gerritsen, George Kooymans)
10. Lonely Everyday – 1:42 (Marinus Gerritsen, George Kooymans)
11. When People Talk – 2:47 (Marinus Gerritsen, George Kooymans)
12. Now I Have – 1:38 (George Kooymans)
13. Chunk of Steel – 2:25 (George Kooymans, Peter de Ronde, Marinus Gerritsen) – Bonus Track
14. The Words I Need – 2:14 (Marinus Gerritsen, George Kooymans) – Bonus Track
15. Waiting for You – 2:25 (Marinus Gerritsen, George Kooymans) – Bonus Track
16. What You Gonna Tell – 1:47 (Marinus Gerritsen, George Kooymans) – Bonus Track
17. Wings – 2:12 (Marinus Gerritsen, George Kooymans) – Bonus Track
18. Smoking Cigarettes – 2:19 (Marinus Gerritsen, George Kooymans) – Bonus Track

- Nella tracklist di retrocopertina del CD del 2002 pubblicato dalla Rotation Records, al brano: She May Be viene attribuita come durata 11 minuti e 47 secondi, in realtà si tratta di un errore di pubblicazione (vera durata 01:47)

## Formazione
- Frans Krassenburg - (ruolo non accreditato)
- George Kooymans - (ruolo non accreditato)
- Jaap Eggermont - (ruolo non accreditato)
- Peter de Ronde - (ruolo non accreditato)
- Marinus Rinus Gerritsen - (ruolo non accreditato)

Altri musicisti
- Aat den Dulk - organo, spinetta

Note aggiuntive
- Fred Haayen e Arie Merkt - produttori